# Lai Kuan Hua
Dans ce nom, le nom de famille, Lai, précède le nom personnel.
Lai Kuan Hua (chinois simplifié : 赖冠华 ; chinois traditionnel : 賴冠華 ; pinyin : Lài Guànhuá), né le 23 juillet 1981, est un coureur cycliste taïwanais, professionnel de 2002 à 2010 dans l'équipe Giant Asia Racing.

## Palmarès
- 2007
  - 7e étape du Jelajah Malaysia

## Classements mondiaux
| Année         | 2005 | 2006 | 2007 |
| ------------- | ---- | ---- | ---- |
| UCI Asia Tour | 182e | 66e  | 13e  |